# Roppenheim
Roppenheim é uma comuna francesa na região administrativa de Grande Leste, no departamento Baixo Reno. Estende-se por uma área de 6,91 km². Em 2010 a comuna tinha 1 015 habitantes (densidade: 146,9 hab./km²).

## Galeria de imagens

Roppenheim
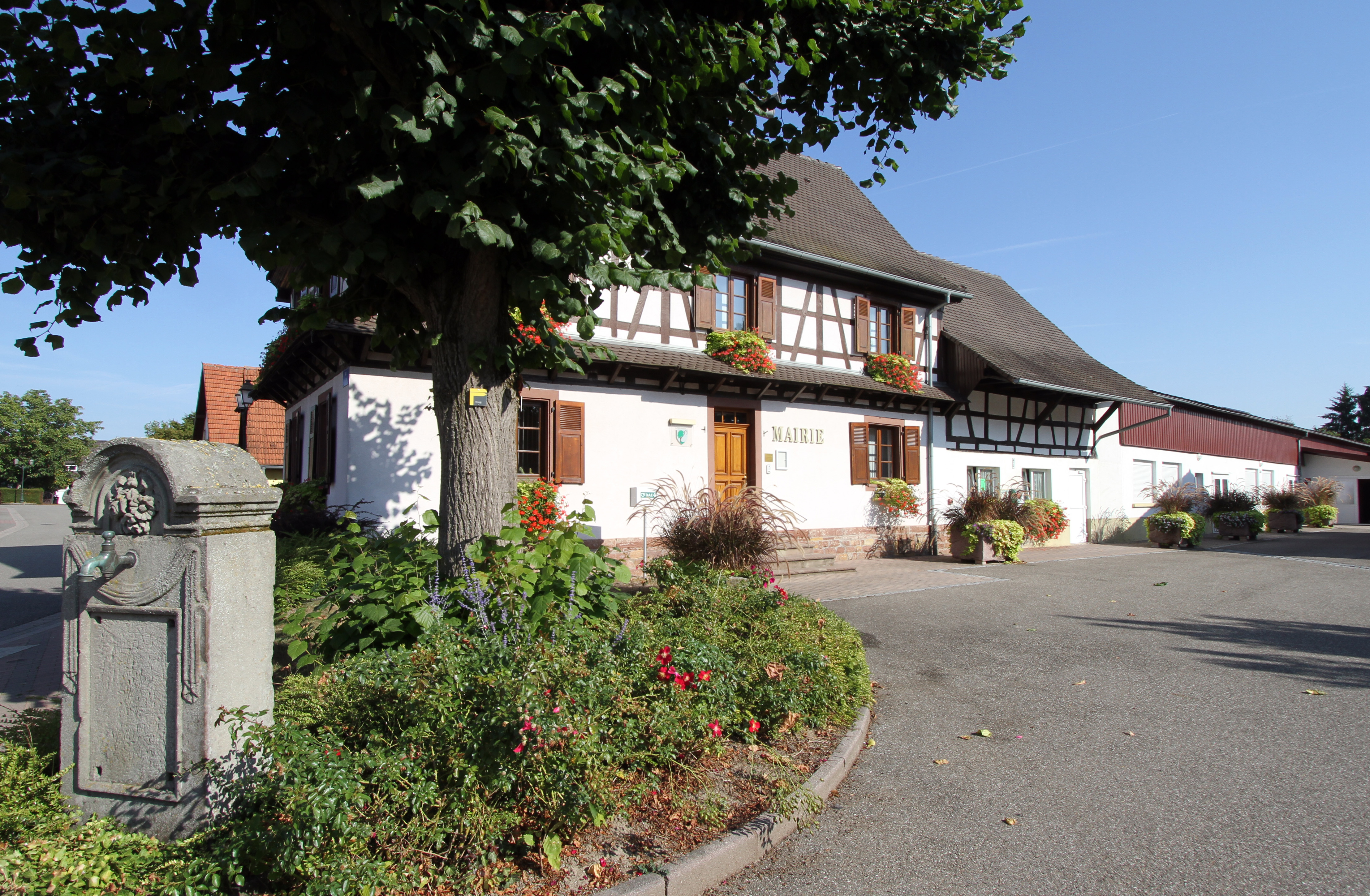
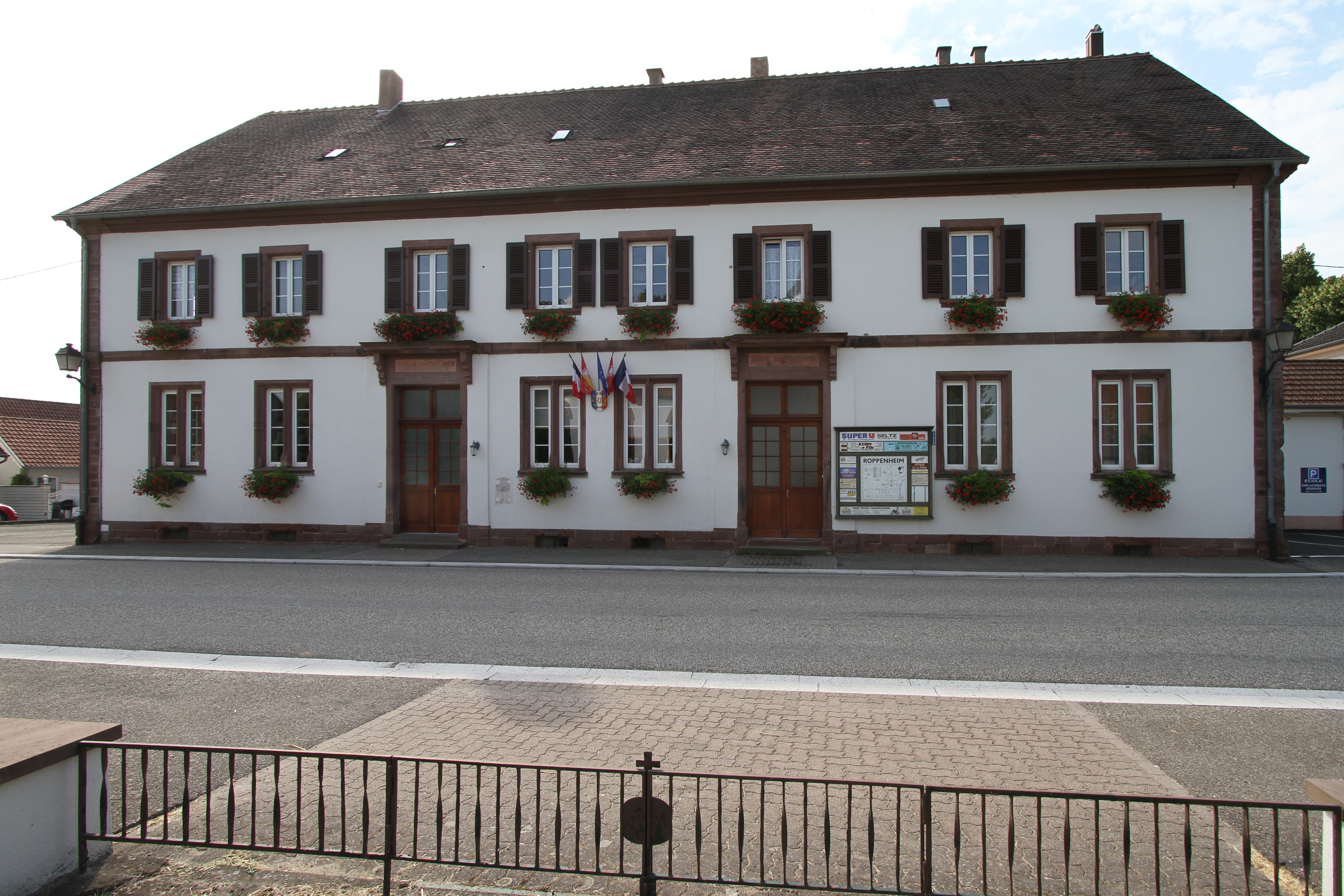
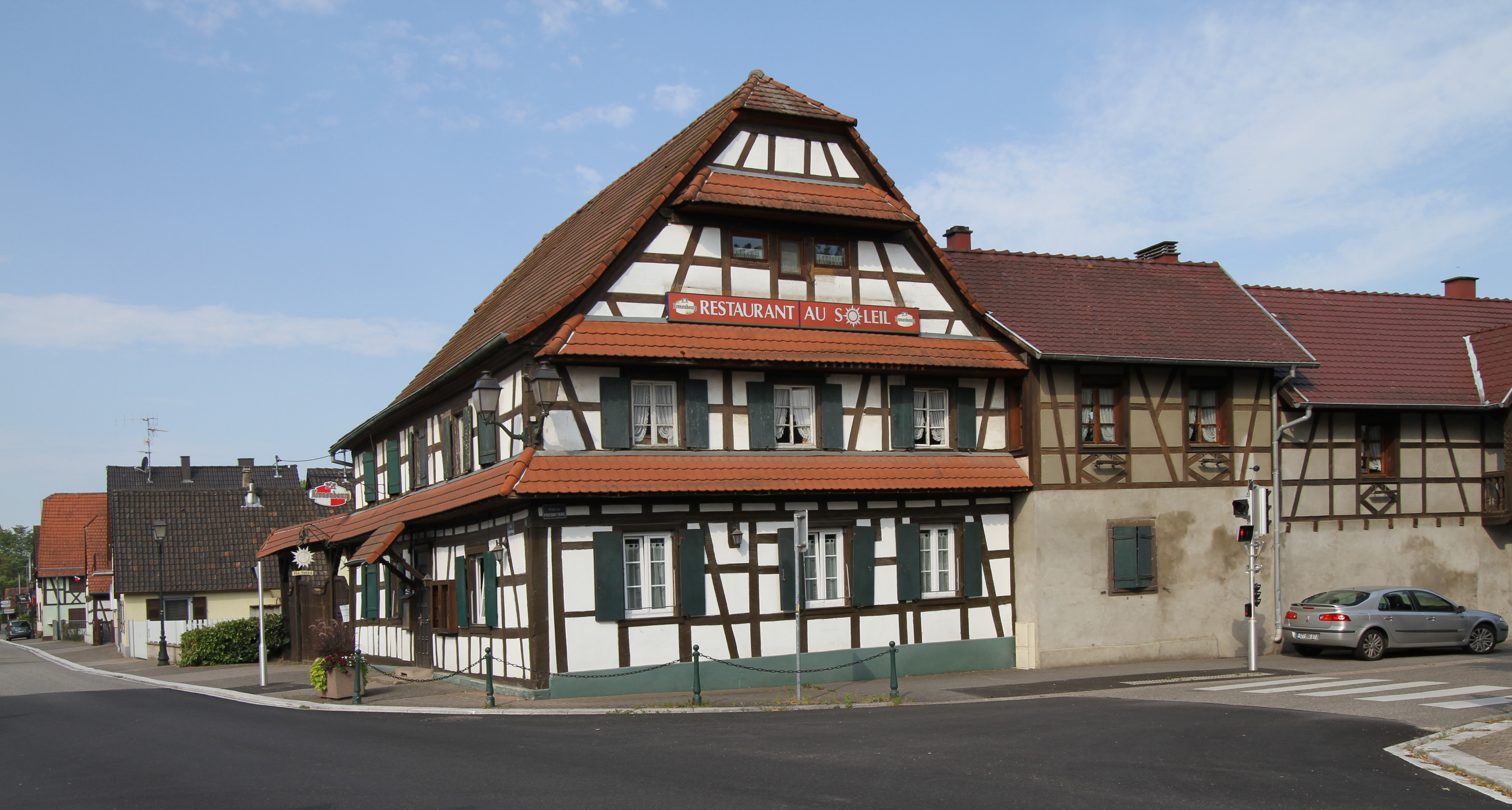
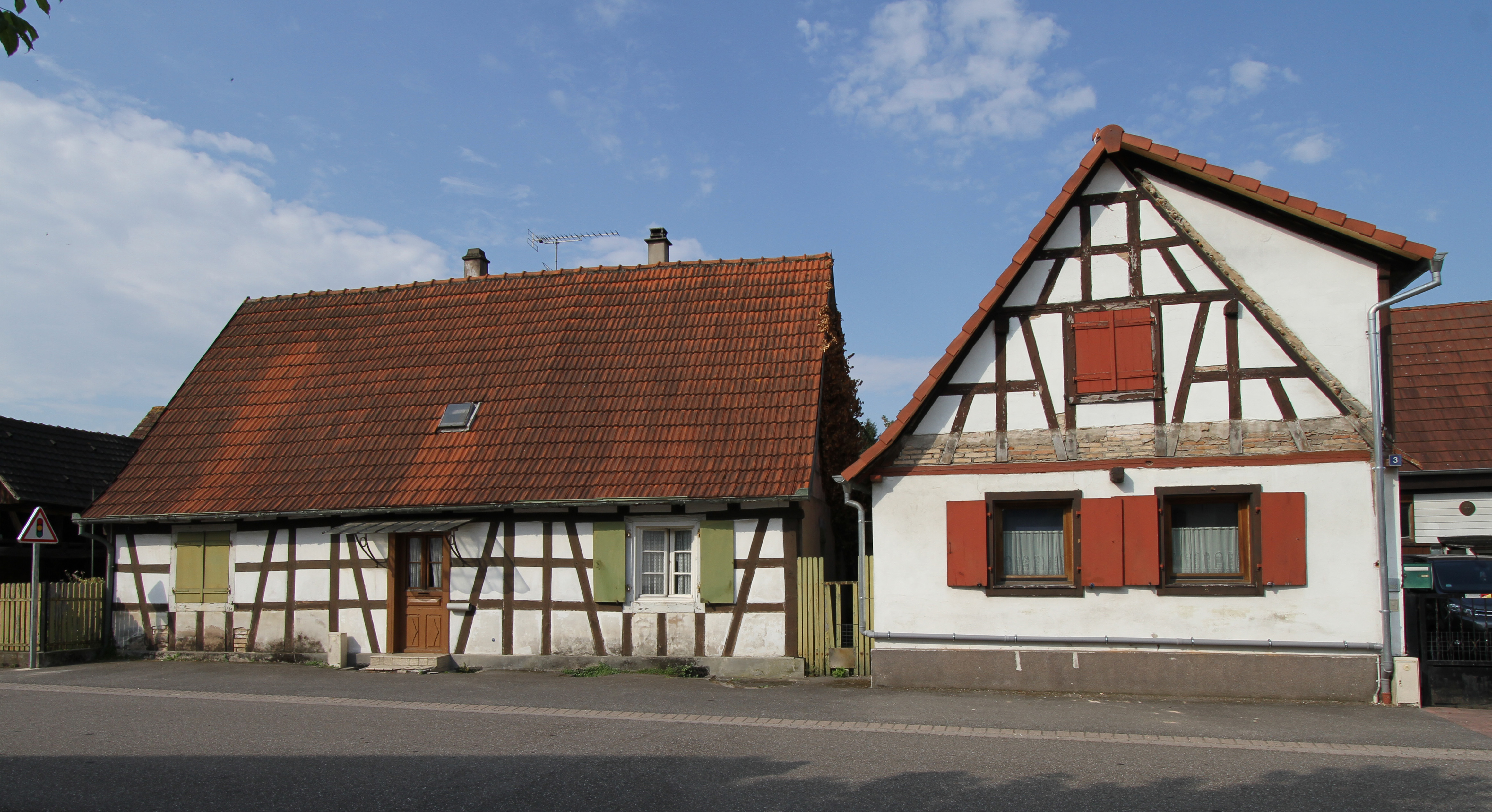
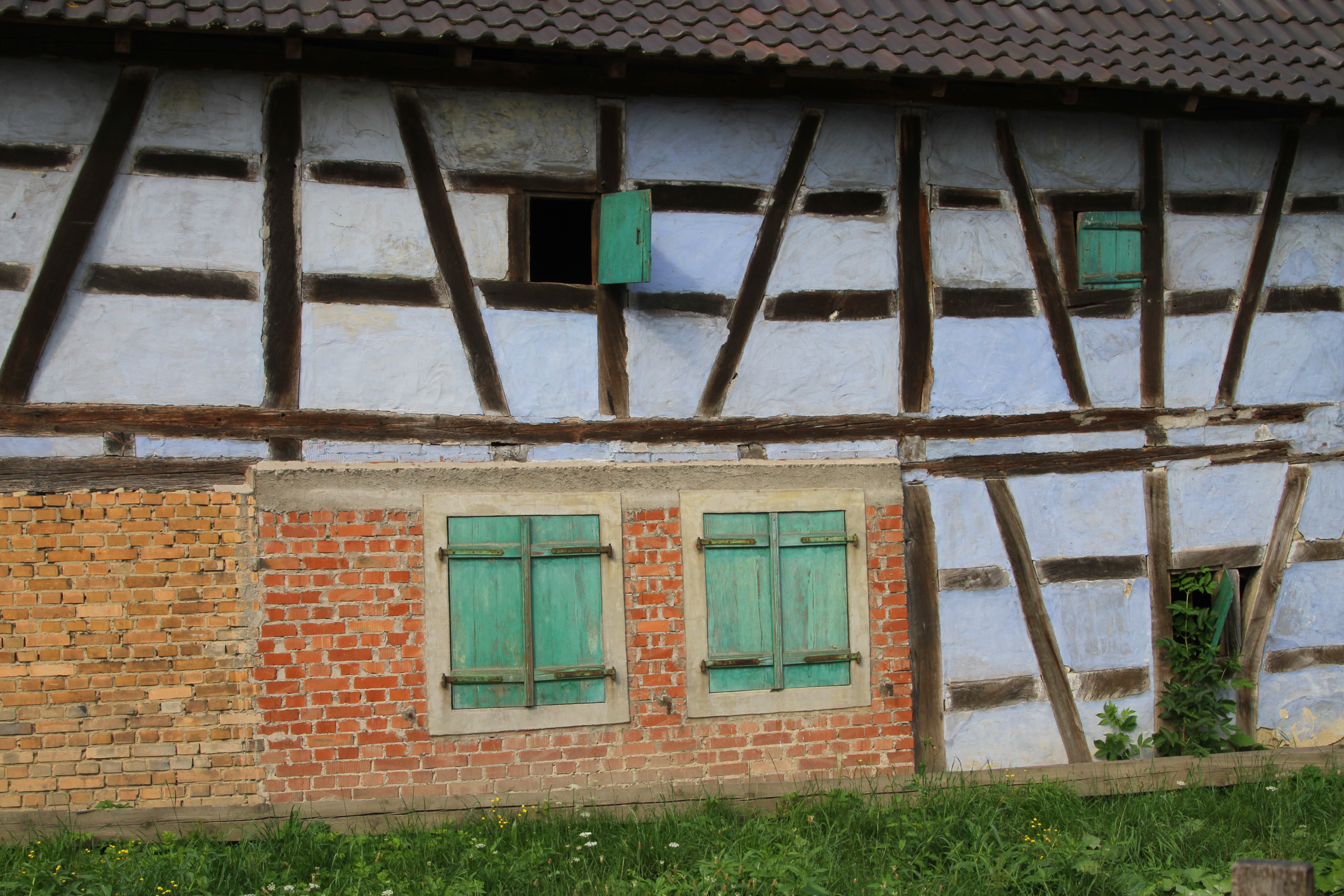
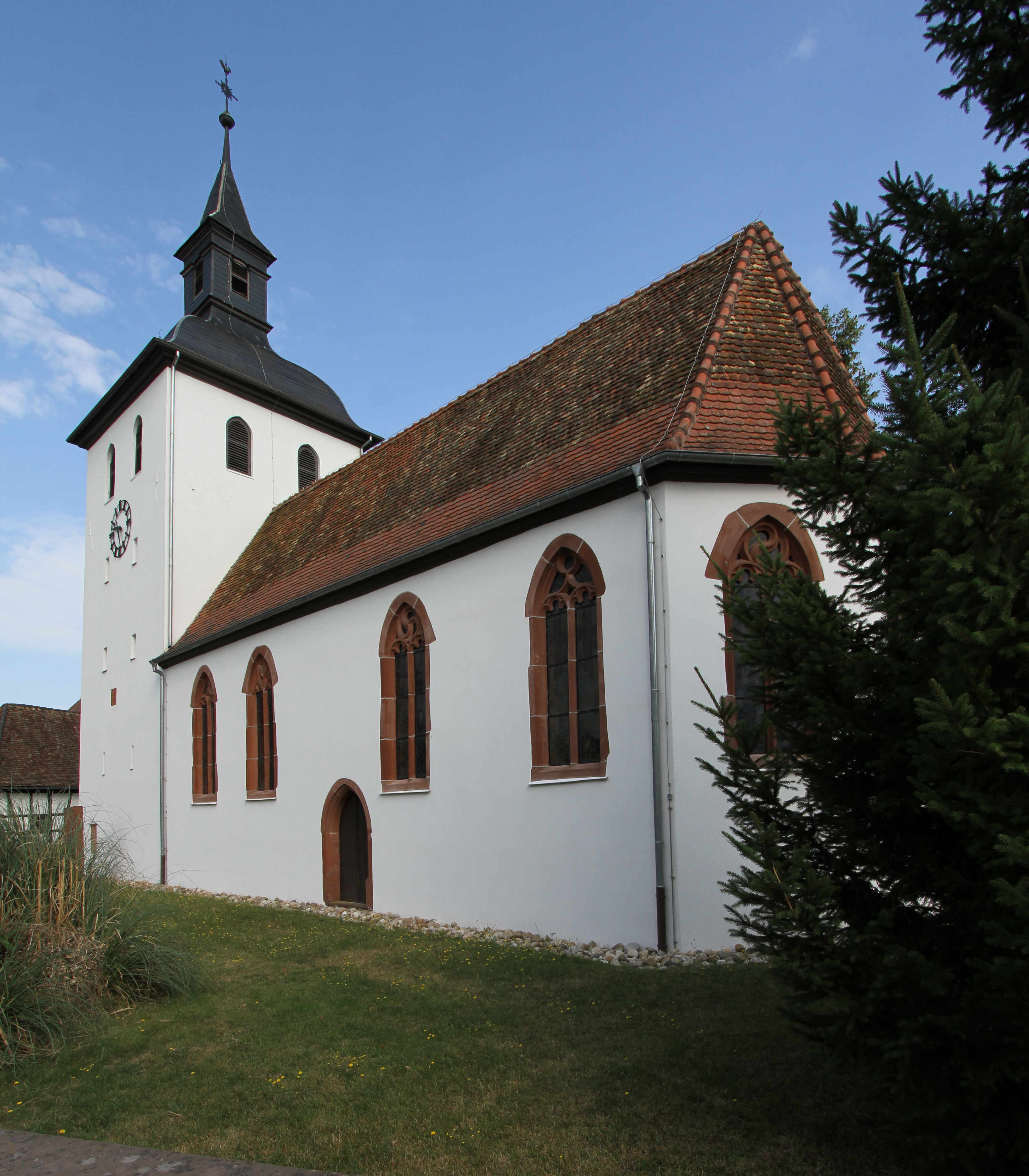